# Scampolo (film 1928)
Scampolo è un film del 1928, diretto da Augusto Genina ed è il primo, nonché l'unico suo muto, interpretato da Anna Magnani, che nel film non è accreditata.

## Trama
Scampolo è una ragazzina che vende fiori in strada. Non ha mai ricevuto del bene e, quando incontra l'ingegnere Tito che le propone di venire a lavorare per lui, accetta volentieri. Tito, che vive in miseria in una bettola insieme all'amica Franca, ha presentato un progetto di ferrovia da realizzare in Africa e spera che il Ministero delle Comunicazioni possa approvarlo. In suo favore interviene il conte Bertini, che riesce a far autorizzare il lavoro, così Tito può finalmente mettere su casa. Scampolo però non sopporta la presenza di Franca e fra le due si sviluppa una reciproca antipatia.
Intanto Tito dovrà partire per l'Africa per dirigere i lavori e Scampolo si vede già di nuovo sola. La sera prima della partenza, l'ingegnere scopre l'infedeltà di Franca, la caccia di casa e l'indomani decide di portare Scampolo con sé.